# 林堅太郎 (電気工学者)
林 堅太郎（はやし けんたろう、1895年〈明治28年〉6月5日 - 1981年〈昭和56年〉2月5日）は、日本の電気工学・物理工学者、電気エネルギー工学者。大阪工業大学名誉教授。元電気工学教室担当。工学博士。京都電燈（現：関西電力）元研究員。
専門は、光工学・物理光学（のちの光エレクトロニクス）、発電/送配電工学（のちの電気エネルギー工学）、放電工学（のちのプラズマ工学）。

## 略歴
1920年京都帝国大学工学部卒業（指導教授：黎明期の日本の電気工学界を支えた重鎮で電気学会元会長の鳥養利三郎）。京都電燈（関西電力の前身）にて蛍光放電管・発電/配電系統の研究に従事。
1950年大阪工業大学工学部電気工学科に着任、電気工学教室担当。同学科教授などを経て、1976年大阪工業大学名誉教授。
大阪工業大学工学部電気工学科にて25年以上の長きに渡り教鞭を執り、大学初期の光工学・物理光学（のちの光エレクトロニクス）、放電工学（のちのプラズマ工学）、発電/送配電工学（のちの電気エネルギー工学）の研究育成に貢献した。
主な所属学会は、電気学会、日本電気協会、照明学会、日本真空学会、日本物理学会、応用物理学会。

## 主な研究
- 特殊蛍光放電管による調光について[5]
- 高輝度のけい光放電管
- 京都電燈会社配電系統における静電蓄電器の応用[6]
- 宮津第二発電所設備槪要
- 配電線一元化促進に對する提案